# 郎姓
郎姓是一個中國人的姓氏，在《百家姓》中排名第48位。

## 起源
1. 出自姬姓，以地名为氏，春秋时期鲁懿公之孙费庈父（费伯），筑郎城居之（在山东曲阜），即私自占据郎城（今山东鱼台东北），子孙以邑名为氏而姓郎。
2. 南匈奴郎姓
3. 满族钮祜禄氏、钮呼特氏、钮呼勒氏、郎佳氏、拉库勒氏、钮赫氏、钮赫勒氏等改为郎姓。
4. 鮮卑叱奴氏

## 延伸阅读
[在维基数据编辑]
 《百家姓》
 《欽定古今圖書集成·明倫彙編·氏族典·郎姓部》，出自陈梦雷《古今圖書集成》